# Lina Nassr
Lina Nassr est une joueuse d'échecs algérienne.
Elle est Maitre internationale féminine depuis 2018.    

## Biographie et carrière
Lina Nassr est née en Algérie en 2003, étudiante en médecine, et joue aux échecs depuis son plus jeune âge.
Elle a été neuf fois championne d'Algérie des jeunes : en petits poussins (2011) , en poussins (2012 et 2013) , en pupilles ( 2014 et 2015) , en benjamins (2016) , en minimes (2018 et 2019) , en cadets (2021) . Elle a aussi remporté le championnat d'Algérie junior quatre fois (2017 , 2018 , 2019 et 2021) . Nassr Lina fut championne d'Algérie Senior à l'âge de 16 ans , en (2019).
Elle a gagné son premier titre africain chez les jeunes en 2014 (en pupilles) et continua à le défendre pendant plusieurs années consécutives : 2015 (pupilles) , 2016 et 2017 (benjamins) , 2018 et 2019 (minimes) . Elle a remporté son premier championnat d'Afrique junior(u20) à l'âge de quatorze ans (2017) et devint maitre internationale féminine , elle le remporta une deuxième fois en 2021. Elle est vainqueur du zonal 4.1 en ligne 2021 et  vice-championne d'Afrique Senior 2021.
En 2018 , elle a participé à l'olympiade de Batoumi au cinquième échiquier de l'équipe d'Algérie.
Au championnat Arabe par équipe 2019, elle obtient deux médailles d'Or (par équipe et individuel).
Aux Jeux africains de 2019, elle obtient la médaille d'argent en rapide par équipe mixte et la médaille de bronze en blitz individuel féminin.
Lina Nassr a remporté championnat arabe d'échecs en  2023.
En 2023, elle remporte également le championnat d'Afrique d'échecs, ce qui le qualifie pour la Coupe du monde d'échecs 2023.
Elle est médaillée d'or en blitz individuel féminin et médaillée d'argent en blitz par équipe mixte et en rapide par équipe mixte aux Jeux africains de 2023 à Accra.